# Лжетроешип
Лжетроешип (лат. Pseudotriacanthus strigilifer) — вид лучепёрых рыб семейства троешиповых (Triacanthidae). Единственный представитель одноимённого рода Pseudotriacanthus. Распространены в тропических водах Индо-Тихоокеанской области от Оманского залива до Индонезии и Филиппин. Морские бентопелагические рыбы. Обитают в прибрежных водах на глубине от 2-х до 110 м, обычно до 60 м, над песчаными и илистыми грунтами. Заходят в эстуарии. Питаются донными беспозвоночными.

## Описание
Максимальная длина тела 25 см, обычно до 20 см. Длина второго колючего луча первого спинного плавника составляет более половины длины первого колючего луча. Длина основания анального плавника в 2 раза меньше длины основания второго спинного плавника. Чешуя с несколькими рядами высоких вертикальных выемчатых гребней. Очешуенный участок между брюшными плавниками намного шире в передней части и сужается в задней части до точки.